# Grid Legends
Grid Legends (estilizado como GRID Legends) é um jogo eletrônico de corrida de 2022 desenvolvido pela Codemasters e publicado pela Electronic Arts. É a quinta parcela da série Grid. O jogo foi lançado para Microsoft Windows, PlayStation 4, PlayStation 5, Xbox One e Xbox Series X/S em 25 de fevereiro de 2022.

## Jogabilidade
Grid Legends contém mais de 130 pistas para corridas, desde circuitos da vida real como Brands Hatch, Indianapolis Motor Speedway, Suzuka International Racing Course e o retorno do Mount Panorama Circuit, até circuitos de rua em várias cidades como San Francisco, Paris, Londres e Moscou. O jogo apresenta mais de 100 veículos, incluindo carros de passeio, caminhão semirreboque, carro de roda aberta, caminhões de estádio, carros de drift e até veículos elétricos, para competir em ovais de arena, em circuitos de rua ou pistas off-road. Pela primeira vez na série, os jogadores podem criar suas próprias corridas, incluindo rotas personalizadas, obstáculos, restrições de veículos e regras.
Inspirado na série documental da Netflix, Formula 1: Drive to Survive, o jogo inclui pela primeira vez na série um modo de carreira focado na história, intitulado "Driven to Glory". A Codemasters havia optado anteriormente por incluir um modo de carreira focado no enredo no F1 2021 com Braking Point. Em Grid Legends, no entanto, o modo é muito mais focado na narrativa. Vários atores profissionais foram contratados para retratar diferentes personagens no jogo, utilizando a mesma tecnologia de cenário virtual usada na série de televisão ocidental americana The Mandalorian para inserir os atores em cenários virtuais. O elenco inclui o ator Ncuti Gatwa, que interpreta Valentin Manzi, piloto número um da Voltz Racing. Grid Legends também marca a primeira aparição física de Nathan McKane, que tem sido um personagem básico em toda a série GRID, interpretado por Callum McGowan e reprisando seu papel de piloto número um da Ravenwest Motorsport. Outros personagens importantes incluem: Ryan McKane (proprietário da equipe da Ravenwest Motorsport e tio de Nathan; ele apareceu anteriormente em TOCA Race Driver), Lara Carvalho (piloto número dois da Ravenwest), Marcus Ado (chefe de equipe da Seneca Racing), Ajeet Singh (engenheiro-chefe da Seneca Racing). e chefe de equipe), Yume Tanaka (piloto número um do Seneca) e Claire Webb (repórter e comentarista da Grid TV).

## Desenvolvimento e lançamento
Grid Legends foi anunciado no EA Play Live 2021. É o quinto videogame da série Grid desenvolvido pela Codemasters e a primeira edição publicada pela Electronic Arts. Além de ser lançado nas plataformas Microsoft Windows, PlayStation 4 e Xbox One, o jogo também está programado para chegar à nona geração dos consoles de videogame PlayStation 5 e Xbox Series X/S pela primeira vez na franquia. O jogo foi lançado em 25 de fevereiro de 2022.

## Recepção
Grid Legends recebeu críticas "geralmente favoráveis" para Windows e PlayStation 5   e críticas "mistas ou médias" para a versão Xbox Series X/S.
A IGN deu ao jogo uma nota 7 de 10, afirmando: "Não é óbvio à primeira vista, mas Grid Legends é um avanço definitivo em relação ao Grid 2019, com uma coleção maior de circuitos, mais tipos de corrida e alguns saltos extremamente inteligentes multijogador. No entanto, não é um salto dramático, principalmente porque a lista de carros reutilizados fica obsoleta e as opções de personalização andam na água."  A Eurogamer escreveu: "Há uma duplicação significativa da reinicialização da série de 2019, mas as poucas adições são pelo menos mais selvagens e mais especializadas do que o prato um pouco mais conservador desse jogo", e elogiou o multiplayer, o modo de história, o modo de criador de corrida e a atmosfera. Ambos os meios de comunicação também elogiaram fortemente a nova IA imprevisível do jogo. Push Square deu ao jogo 7 estrelas de 10 e elogiou a jogabilidade principal, quantidade de carros e pistas, acessibilidade e uso de gatilho adaptável bem executado enquanto criticava a narrativa do modo de história, visuais comuns e música repetitiva. O GamesRadar + deu 4 estrelas de 5 e elogiou os controles rígidos e as corridas no estilo simcade enquanto criticava a IA "desagradável" e a história decepcionante. 